# Bosch (TV-serie)
Bosch är en amerikansk TV-serie producerad av Amazon Studios. Seriens pilotavsnitt hade premiär den 6 februari 2014, men den officiella premiären skedde den 13 februari 2015. Huvudkaraktären Harry Bosch vid Los Angeles polisen spelas av Titus Welliver. TV-serien har inspirerats av Michael Connellys kriminalromaner. Första säsongen baseras på Dödens stad (2002), Räven (2006) och Dockmakaren (1994). Säsong två har hämtat inspiration från Återkomsten (1997), Fallet (2011) och Den sista prärievargen (1995). Den tredje säsongen kommer att baseras främst på Svart eko (1992) och delvis Mörkare än natten (2001).

## Rollista (i urval)
- Titus Welliver – Det. Harry Bosch
- Jamie Hector – Det. Jerry Edgar
- Amy Aquino – Lieutenant Grace Billets
- Lance Reddick – Deputy Chief Irvin Irving
- Sarah Clarke – Eleanor Wish